# Lir & Leftovers
Lir & Leftovers er et opsamlingsalbum udgivet i 2005 af Den Gale Pose. Det indeholder sang fra gruppens tre studiealbums, Mod Rov (1996), Sådan Er Reglerne (1998) og Definitionen af en stodder (2001) samt deres EP Flere Ho's (1996).

## Spor
CD 1:
1. "Den Gale"
2. "Spændt Op Til Lir"
3. "D.G. Players" ft. Mark Linn
4. "Bonnie & Clyde" ft. Szhirley
5. "Nick's Groove"
6. "København, København"
7. "Rend Mig"
8. "Cruise Control"
9. "Dér" ft. Szhirley
10. "Psykedelisk Barbeque"
11. "To Sprog 1 Flow" ft. Knox
12. "Generation W" ft. L.O.C., Dappa Don & Szhirley
13. "Den Dræbende Joke"
14. "La Coca Razzia"
15. "Definitionen Af En Stodder" ft. Mark Linn
16. "Proletar Superstar" ft. Szhirley
17. "Super Jay"
18. "Dommedag Nu"
19. "Sådan Er Reglerne"
20. "Det Sidste Ord" ft. Clemens, Kølig Kaj, Tjes Boogie, Tue Track, Bodil m.fl.
21. "Spændt Op Til Røg" (Bikstok Røgsystem mix)

CD 2:
1. "Den Danske Skole" (sveskalistiskfalddødomactionmanremix)
2. "Bonnie & Clyde" ft. Szhirley (denmack radio remix)
3. "D.G. Players" ft. Mark Linn (Soulshock & Karlin remix)
4. "Definitionen" Af En Stodder" ft. Mark Linn, Orgi-E, L.O.C & Clemens (Part 2)
5. "Definitionen Af En DJ" (static mix)
6. "Den Dræbende Joke" (the copenhagen country club mix)
7. "Spændt Op Til Lir" (strobo & streger mix)
8. "Den Dræbende joke" (funkshow'et fuld vokal 5 svin til laid back mix)
9. "D.G. Players" ft. Mark Linn (spanish fly clubmix)
10. "Flere Ho's"
11. "Den Dobbelte Sandhed"
12. "Flere Ho's" ft. Natasja & Szhirley (part 2)
13. "Vi Nævner Ingen Navne"
14. "Beskyt Din Nakke" ft. Clemens & Isbjerg
15. "På Stranden"
16. "Jeg Har En Drøm" ft. Daniel
17. "Boom Ping Ping"